# Kanton Sissonne
Der Kanton Sissonne war von 1790 bis 2015 ein französischer Wahlkreis im Arrondissement Laon, im Département Aisne und in der Region Picardie; sein Hauptort war Sissonne. Die landesweiten Änderungen in der Zusammensetzung der Kantone brachten zum März 2015 seine Auflösung.
Der Kanton Sissonne war 302,74 km² groß und hatte 10.657 Einwohner (Stand: 2012).

## Gemeinden
| Gemeinde                      | Einwohner | Code postal | Code Insee |
| ----------------------------- | --------- | ----------- | ---------- |
| Boncourt                      | 225       | 2350        | 02097      |
| Bucy-lès-Pierrepont           | 418       | 2350        | 02133      |
| Chivres-en-Laonnois           | 339       | 2350        | 02189      |
| Coucy-lès-Eppes               | 612       | 2840        | 02218      |
| Courtrizy-et-Fussigny         | 66        | 2820        | 02229      |
| Ébouleau                      | 203       | 2350        | 02274      |
| Gizy                          | 662       | 2350        | 02346      |
| Goudelancourt-lès-Pierrepont  | 147       | 2350        | 02350      |
| Lappion                       | 292       | 2150        | 02409      |
| Liesse-Notre-Dame             | 1.327     | 2350        | 02430      |
| Mâchecourt                    | 122       | 2350        | 02448      |
| Marchais                      | 381       | 2350        | 02457      |
| Mauregny-en-Haye              | 420       | 2820        | 02472      |
| Missy-lès-Pierrepont          | 95        | 2350        | 02486      |
| Montaigu                      | 671       | 2820        | 02498      |
| Nizy-le-Comte                 | 250       | 2150        | 02553      |
| Saint-Erme-Outre-et-Ramecourt | 1.861     | 2820        | 02676      |
| Sainte-Preuve                 | 85        | 2350        | 02690      |
| La Selve                      | 190       | 2150        | 02705      |
| Sissonne                      | 2.113     | 2150        | 02720      |

## Einwohner
| Bevölkerungsentwicklung | Bevölkerungsentwicklung |
| Jahr                    | Einwohner               |
| ----------------------- | ----------------------- |
| 1962                    | 10.160                  |
| 1968                    | 10.859                  |
| 1975                    | 10.310                  |
| 1982                    | 10.669                  |
| 1990                    | 10.628                  |
| 1999                    | 10.479                  |
| 2006                    | 10.480                  |
| 2011                    | 10.596                  |